# Deutsches Spielzeugmuseum
Das Deutsche Spielzeugmuseum wurde 1901 auf Initiative des Lehrers Paul Kuntze (1867–1953) gegründet und befindet sich im thüringischen Sonneberg. Das älteste deutsche Spielzeugmuseum ist seit 1938 in einem 1901 ursprünglich für die Industrie- und Gewerbeschule des Meininger Oberlandes errichteten Gebäude untergebracht.

## Sammlungen und Inhalte
Bei der Gründung war Spielzeug nur einer von mehreren Sammelschwerpunkten des Museums. Heute verfügt es über einen Bestand von etwa 100.000 Objekten, darunter etwa 60.000 Spielzeuge aus aller Welt. Zu bedeutenden Ausstellungsstücken zählen Thüringer Porzellanpuppen aus dem 19. Jahrhundert, früheste Käthe-Kruse-Puppen, Holzspielzeug aus verschiedenen Regionen, Spielzeug aus dem alten Ägypten sowie antikes Spielzeug aus Griechenland und Rom. Des Weiteren sind Spielautomaten mit beweglichen Figuren zu sehen.
Die Antikensammlung wurde von Pierre Mavrogordato zusammengetragen, der sie in den Jahren 1938 bis 1944 dem Museum verkaufte.

## Schaubilder

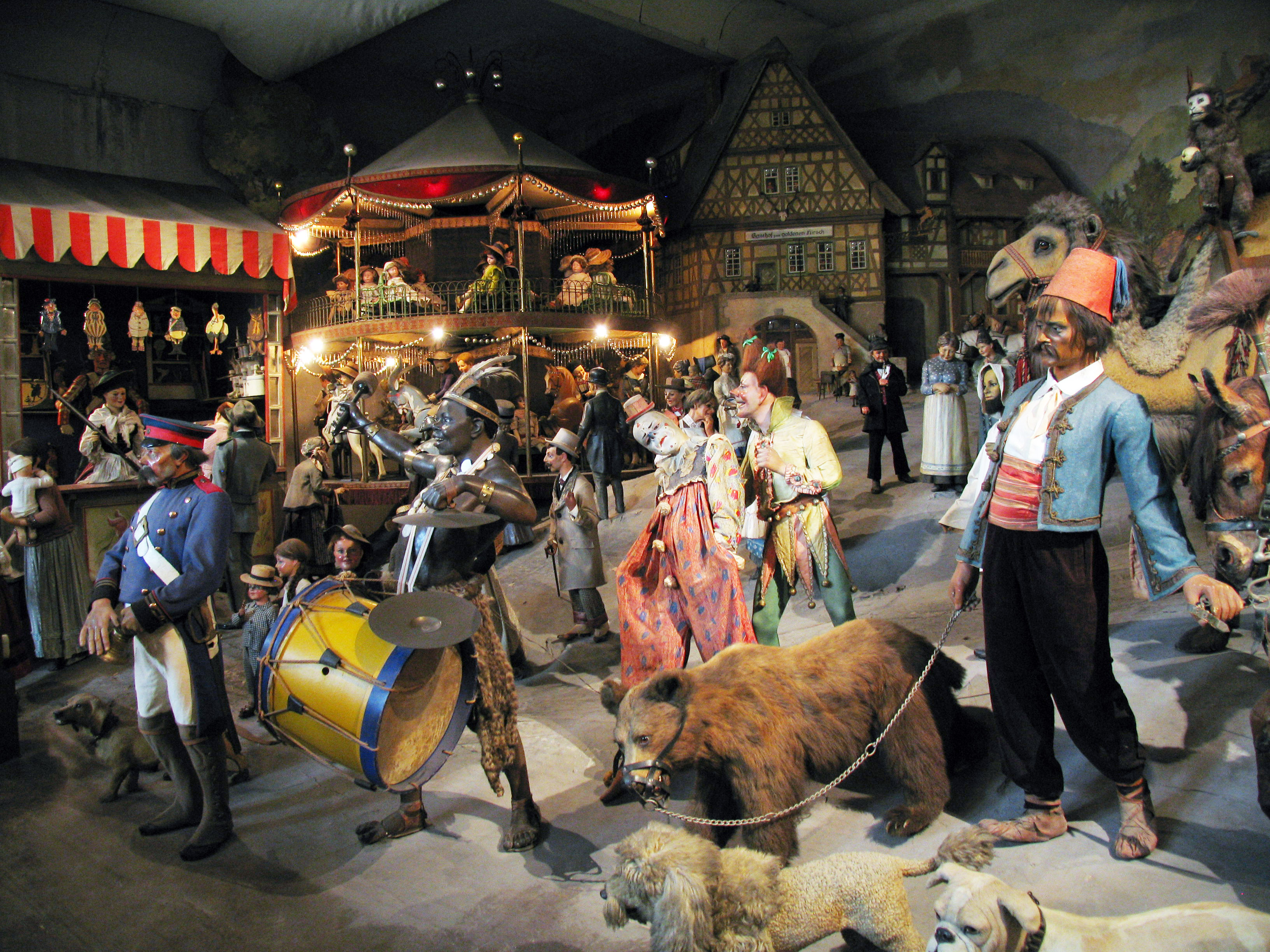
Schaubild Thüringer Kirmes

Zu den aus heutiger Sicht bedeutendsten Beständen des Museums gehören die Schaustücke „Thüringer Kirmes“ und „Gulliver in Liliput“.
Das Schaubild Thüringer Kirmes, untergebracht im neuen Erweiterungsbau, war der Beitrag der Sonneberger Spielzeugmacher zur Weltausstellung 1910 in Brüssel. Auf einer Fläche von 72 m² wird vor der Kulisse einer thüringisch-fränkischen Kleinstadt eine Gruppe von 67 lebensecht wirkenden Figuren gezeigt. Sie stellen das Treiben auf einem Kirmesplatz zur Jahrhundertwende (1900) dar. Die Idee des damaligen Direktors der Industrieschule Reinhard Möller setzten insgesamt 37 Sonneberger Firmen um. Die Schaugruppe erhielt einen Grand Prix der Weltausstellung.

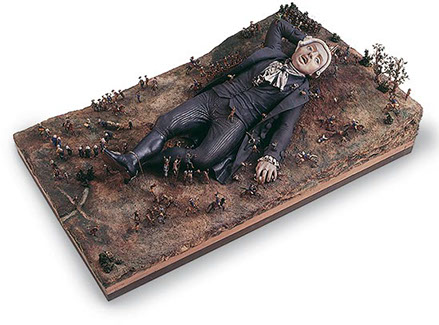
Guliver in Liliput

Der Sonneberger Kaufmann Adolf Fleischmann (1819–1895) regte die Schaugruppe Gulliver in Liliput an. Dieses 1843/44 in mehreren Exemplaren entstandene bemalte Kunstwerk aus Brotteig stellt Gullivers Erlebnisse in Liliput dar. Es wurde 1844 auf der Allgemeinen Deutschen Gewerbe-Ausstellung in Berlin und 1851 auf der Londoner Industrieausstellung ausgestellt und mehrfach ausgezeichnet.
Nach der Zerstörung eines Exemplars der Schaugruppe bei einer Ausstellung, die 1956 während des Ungarischen Volksaufstands stattfand, wurde es von Gerhard Bätz restauriert. Heute befinden sich zwei Exemplare der Schaugruppe im Museum.

## Modernisierung und Erweiterung

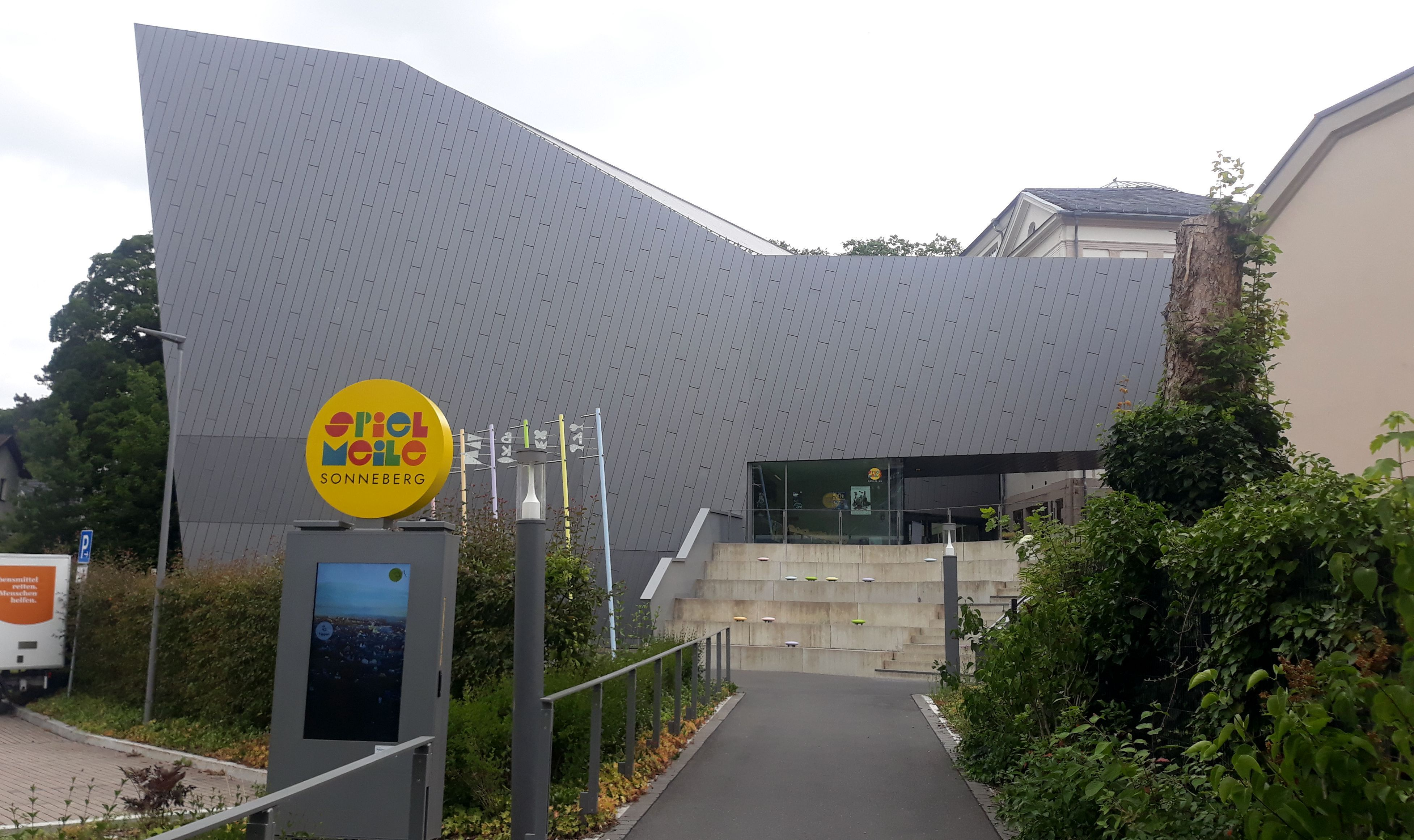
2014 fertiggestellter Erweiterungsneubau

Das Spielzeugmuseum wurde baulich und konzeptionell grundlegend erneuert. Der erste Bauabschnitt (2012–2014) bestand aus einem Erweiterungsneubau hinter dem Hauptgebäude. Darin sind die Figurengruppe Thüringer Kirmes, die Museumskasse, der Museumsladen, die Garderobe und die Sanitäreinrichtungen untergebracht. Der vorgesehene zweite Bauabschnitt umfasst die Sanierung des Hauptgebäudes. Außerdem soll eine alte Handelsschule in den Museumskomplex eingebunden werden. Während der gesamten Bauarbeiten bleibt das Museum geöffnet.
Der zweite Bauabschnitt wurde im Herbst 2022 feierlich eingeweiht. Die weitere Umsetzung des Gesamtkonzeptes steht mit dem nächsten Bauabschnitt in Aussicht.